# Latham (Kansas)
Latham is een plaats (city) in de Amerikaanse staat Kansas, en valt bestuurlijk gezien onder Butler County.

## Demografie
Bij de volkstelling in 2000 werd het aantal inwoners vastgesteld op 164.
In 2006 is het aantal inwoners door het United States Census Bureau geschat op 165, een stijging van 1 (0,6%).

## Geografie
Volgens het United States Census Bureau beslaat de plaats een oppervlakte van
0,6 km², geheel bestaande uit land. Latham ligt op ongeveer 449 m boven zeeniveau.

## Plaatsen in de nabije omgeving
De onderstaande figuur toont nabijgelegen plaatsen in een straal van 28 km rond Latham.